# Vocación de los apóstoles

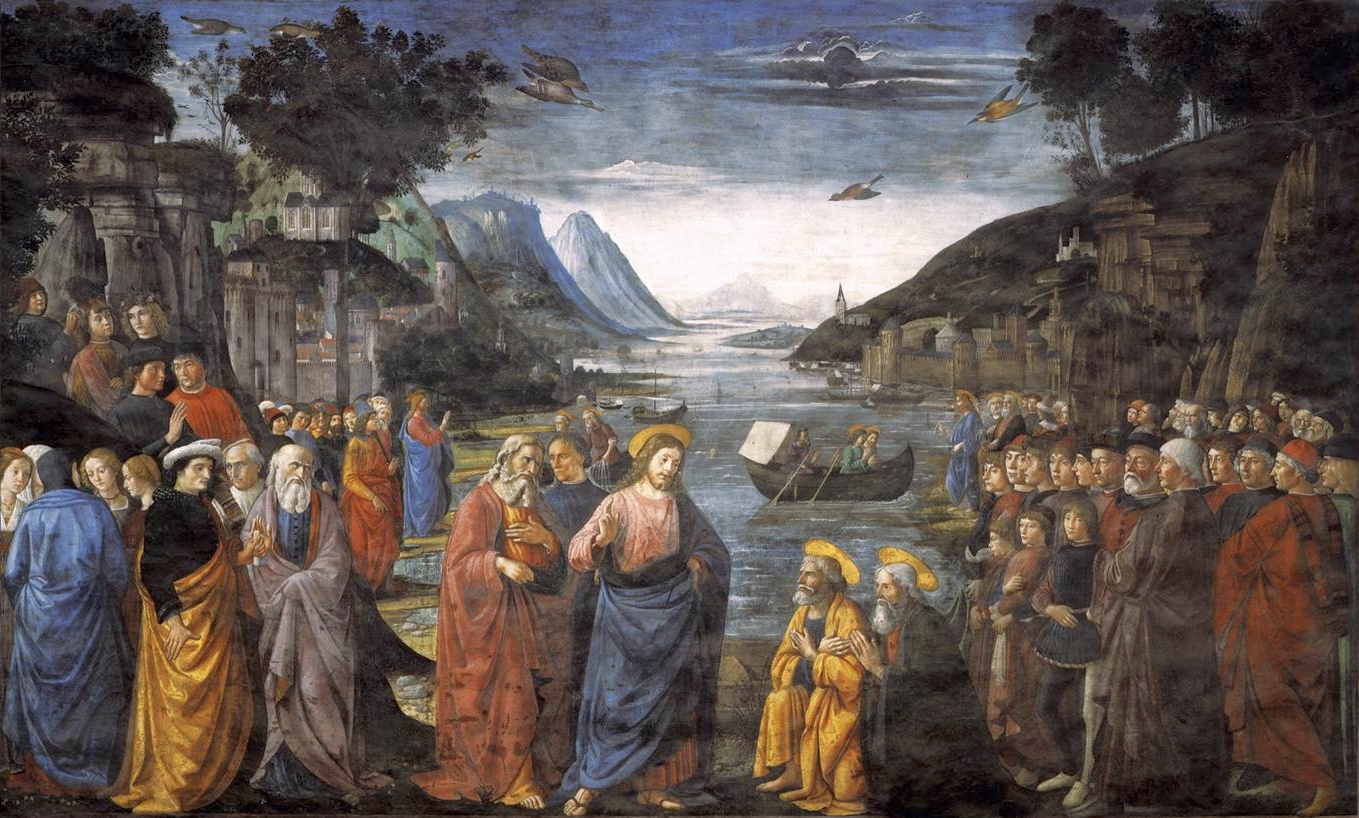
Vocación de los apóstoles, de Doménico Ghirlandaio.

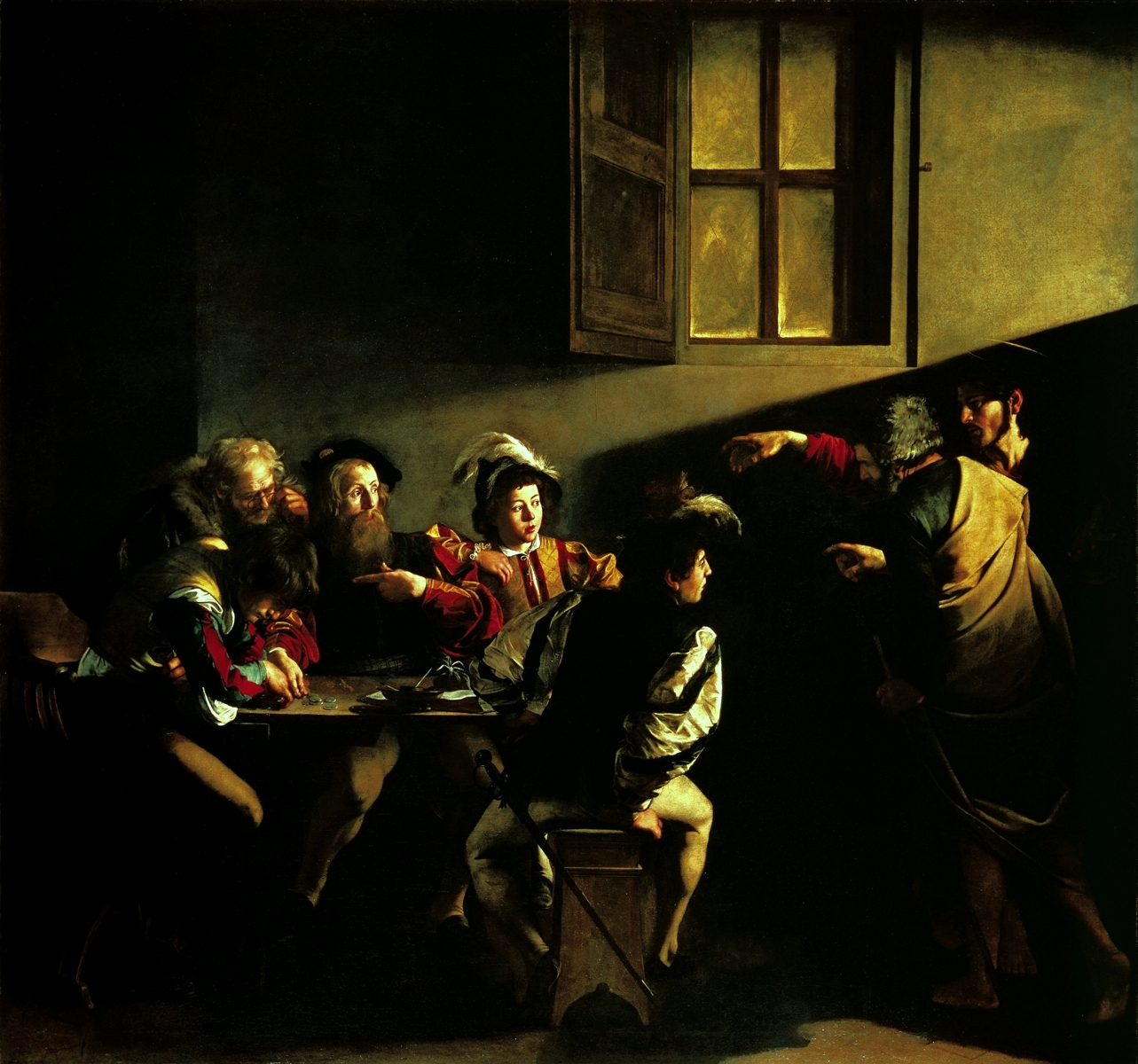
Vocación de San Mateo, de Caravaggio

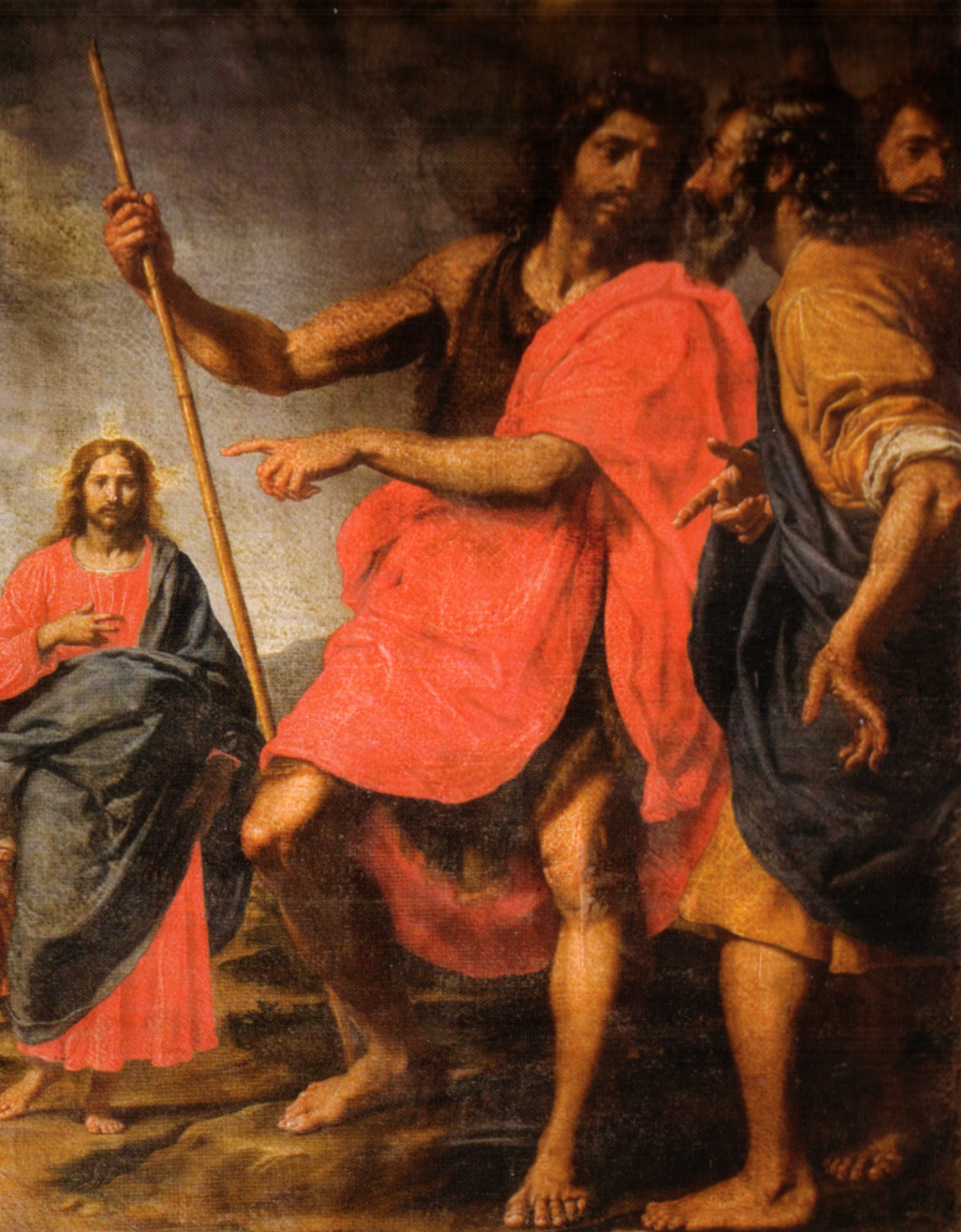
Jesús (a la izquierda) está siendo identificado por Juan el Bautista

La vocación de los apóstoles es un término que alude a un conjunto de episodios evangélicos, un tema iconográfico propio del arte cristiano.
Son los momentos en los que se produce la vocación (es decir, el llamamiento de Cristo) a los apóstoles para que le sigan; su reclutamiento como primeros cristianos (discípulos de Cristo). El ejemplo de los apóstoles se suele aplicar a las  vocaciones religiosas (véase orden sacerdotal, votos monásticos, etcétera).
La vocación de los primeros apóstoles (Simón-Pedro, Andrés, Santiago y Juan), pescadores, tiene un especial significado alegórico, pues Jesús les dice que serán "pescadores de hombres". El simbolismo de los peces aparece en otras ocasiones en los Evangelios (multiplicación de los panes y los peces) y es uno de los recursos iconográficos y anagramáticos para la representación del propio Cristo (ictus como acrónimo en griego de: Jesús Cristo, Hijo de Dios, el Salvador).
La  vocación de Mateo o  vocación de Leví (Mateo el Evangelista) tiene como particularidad el hecho de que era publicano (recaudador de impuestos para los romanos), y por ese hecho su consideración socio-religiosa era muy negativa entre los judíos. En ese mismo episodio, Jesucristo indica su preferencia por los pecadores, como en otras ocasiones indica su preferencia por los pobres (especialmente en las bienaventuranzas), los enfermos, las mujeres (Marta y María, la hemorroísa, la adúltera) y toda clase de marginados sociales (centurión de Cafarnaún: No soy digno de que entres en mi casa).
En algunos casos, en vez de "vocación" suele definirse como "conversión", especialmente en el caso de San Pablo (que no estuvo presente durante la vida pública de Cristo ni se contó entre sus primeros apóstoles -conversión de San Pablo-) o en el de María Magdalena.

## Textos bíblicos
- Texto según  san Mateo (4; 18-22)

Mientras caminaba junto al mar de Galilea vio a dos hermanos, Simón el llamado Pedro y Andrés su hermano, que echaban la red al mar, pues eran pescadores. Y les dijo: —Seguidme y os haré pescadores de hombres. Ellos, al momento, dejaron las redes y le siguieron. Pasando adelante, vio a otros dos hermanos, Santiago el de Zebedeo y Juan su hermano, hermano, que estaban en la barca con su padre Zebedeo remendando sus redes; y los llamó. Ellos, al momento, dejaron la barca y a su padre, y le siguieron.

- Texto según  san Marcos (1; 16-20)

Y, mientras pasaba junto al mar de Galilea, vio a Simón y a Andrés, el hermano de Simón, que echaban las redes en el mar, pues eran pescadores. Y les dijo Jesús: —Seguidme y haré que seáis pescadores de hombres. Y, al momento, dejaron las redes y le siguieron. Y pasando un poco más adelante, vio a Santiago el de Zebedeo y a Juan, su hermano, que estaban en la barca remendando las redes; y enseguida los llamó. Y dejaron a su padre Zebedeo en la barca con los jornaleros y se fueron tras él.

- Texto según  san Lucas (1; 16-20)

El pasaje está inmediatamente antecedido por evento de La pesca milagrosa y sigue con la llamada a los discípulos sin discontinuidad.

...o hicieron y recogieron gran cantidad de peces. Tantos, que las redes se rompían. Entonces hicieron señas a los compañeros que estaban en la otra barca, para que vinieran y les ayudasen. Vinieron, y llenaron las dos barcas, de modo que casi se hundían. Cuando lo vio Simón Pedro, se arrojó a los pies de Jesús, diciendo: —Apártate de mí, Señor, que soy un hombre pecador. Pues el asombro se había apoderado de él y de cuantos estaban con él, por la gran cantidad de peces que habían pescado. Lo mismo sucedía a Santiago y a Juan, hijos de Zebedeo, que eran compañeros de Simón. Entonces Jesús le dijo a Simón: —No temas; desde ahora serán hombres los que pescarás. Y ellos, sacando las barcas a tierra, dejadas todas las cosas, le siguieron.

- Texto según  san Juan (1; 35-51)

Al día siguiente estaban allí de nuevo Juan y dos de sus discípulos y, fijándose en Jesús que pasaba, dijo: —Éste es el Cordero de Dios. Los dos discípulos, al oírle hablar así, siguieron a Jesús. Se volvió Jesús y, viendo que le seguían, les preguntó: —¿Qué buscáis? Ellos le dijeron: —Rabbí —que significa: «Maestro»—, ¿dónde vives? Les respondió: —Venid y veréis. Fueron y vieron dónde vivía, y se quedaron con él aquel día. Era más o menos la hora décima. Andrés, el hermano de Simón Pedro, era uno de los dos que habían oído a Juan y habían seguido a Jesús. Encontró primero a su hermano Simón y le dijo: —Hemos encontrado al Mesías —que significa: «Cristo». Y lo llevó a Jesús. Jesús le miró y le dijo: —Tú eres Simón, el hijo de Juan; tú te llamarás Cefas —que significa: «Piedra». Al día siguiente determinó encaminarse hacia Galilea y encontró a Felipe. Y le dijo Jesús: —Sígueme. Felipe era de Betsaida, la ciudad de Andrés y de Pedro. Felipe encontró a Natanael y le dijo: —Hemos encontrado a aquel de quien escribieron Moisés en la Ley y los Profetas: Jesús de Nazaret, el hijo de José. Entonces le dijo Natanael: —¿De Nazaret puede salir algo bueno? —Ven y verás —le respondió Felipe. Vio Jesús a Natanael acercarse y dijo de él: —Aquí tenéis a un verdadero israelita en quien no hay doblez. Le contestó Natanael: —¿De qué me conoces? Respondió Jesús y le dijo: —Antes de que Felipe te llamara, cuando estabas debajo de la higuera, te vi. Respondió Natanael: —Rabbí, tú eres el Hijo de Dios, tú eres el Rey de Israel. Contestó Jesús: —¿Porque te he dicho que te vi debajo de la higuera crees? Cosas mayores verás. Y añadió: —En verdad, en verdad os digo que veréis el cielo abierto y a los ángeles de Dios subir y bajar sobre el Hijo del Hombre.

## Interpretaciones de la Iglesia católica
Aunque la predicación de Jesús es idéntica a la de Juan. El  Bautista, anuncia la inminencia del Reino, Jesús comienza a instaurar ese Reino en la historia humana con sus obras y palabras. Así, llama a seguirle, a dejarlo todo, a los primeros discípulos: con ellos formará más tarde el grupo de los  doce apóstoles, sobre el cual fundará su Iglesia. Paradójicamente, Jesús elige a unos pescadores, hombres rudos,

para que no se pensara que la fe de los creyentes era debida no a la acción de Dios, sino a la elocuencia y a la ciencia» 

No obstante, los instituyó como 

guías y maestros de todo el mundo y administradores de los divinos misterios y les mandó que fueran como astros que iluminaran con su luz no sólo el país de los judíos, sino también todos los países que hay bajo el sol, a todos los hombres que habitan la tierra entera».

Los evangelistas anotan la respuesta inmediata y efectiva de los Apóstoles a la llamada del Señor. San Mateo, desde el inicio, singulariza a Pedro: 

Pedro, por lo que se refiere a sus propiedades personales, era un hombre por naturaleza; por la gracia, un cristiano; un apóstol, y el primero de ellos, por una gracia mayor.

Tanto las palabras como los milagros son signos de que Jesús instaura el Reino de Dios, signos de la misericordia y la gracia divinas que, por medio de Cristo, se ofrecen a todos los hombres, representados en la muchedumbre que acude a Él. 

El Señor Jesús comenzó su Iglesia con el anuncio de la Buena Noticia, es decir, de la llegada del Reino de Dios prometido desde hacía siglos en las Escrituras (…). Este Reino se manifiesta a los hombres en las palabras, en las obras y en la presencia de Cristo» 

 San Jerónimo, que ofrece unos vibrantes comentarios de estos primeros capítulos del evangelio, atendía aquí a la fuerza de la mirada de Jesús:

Si no hubiera algo divino en el rostro del Salvador, hubieran actuado de modo irracional al seguir a alguien de quien nada habían visto. ¿Deja alguien a su padre y se va tras uno en quien no ve nada distinto de lo que puede ver en su padre?» 

La narración, deja ver la relación especial de Jesús con Pedro ya que éste es su interlocutor a lo largo de todo el relato, y será él quien gobierne después la barca de la Iglesia. 

Antes de ser apóstol, pescador. Después de apóstol, pescador. La misma profesión que antes, después. ¿Qué cambia entonces? Cambia que en el alma —porque en ella ha entrado Cristo, como subió a la barca de Pedro— se presentan horizontes más amplios, más ambición de servicio, y un deseo irreprimible de anunciar a todas las criaturas las magnalia Dei (Hch 2,11), las cosas maravillosas que hace el Señor, si le dejamos hacer»

### Otros comentarios
John McEvilly señala que Jesús escogió a sus seguidores y representantes entre "las cosas necias, viles y despreciables de este mundo", para demostrar que el éxito del Evangelio era completamente "obra de Dios, y no del hombre." Cree que mientras "caminaba" (Mt. 4:18) Jesús meditaba sobre la forma en que podría establecer y consolidar el reino de los cielos.
Cornelio a Lapide comenta la frase: A partir de ahora atraparéis a los hombres" (Lucas 5:10) señalando que el griego ζωγρῶν significa "tomarlos vivos, atraparlos para toda la vida." San Ambrosio traduce este versículo con "hazlos vivir", como si Cristo hubiera dicho: "Los pescadores cogen a los peces para la muerte, para matarlos, pero tú, oh Pedro, cogerás a los hombres para la vida, para que comiencen una vida nueva y vivan para Dios en santidad.

## Comisiones y número de los apóstoles
La comisión de los doce apóstoles, nombramiento de los doce apóstoles o selección de los doce apóstoles es un episodio evangélico en el que se lista la nómina de los doce apóstoles que Jesucristo selecciona de entre todos sus discípulos (Mateo 10:5-42, Marcos 3:13-19 y Lucas 6:12-16). Después de la resurrección de Cristo se produce la denominada "gran comisión" (Mateo 28:16-20). También hay un episodio evangélico en que se habla de setenta discípulos o setenta y dos discípulos (Lucas 10:1-24).

## Tema iconográfico

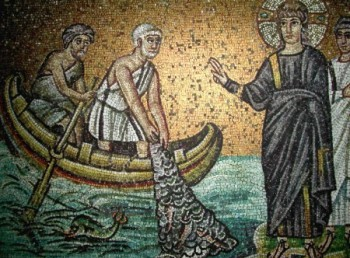
Mosaico bizantino de San Apolinar el Nuevo, Rávena.
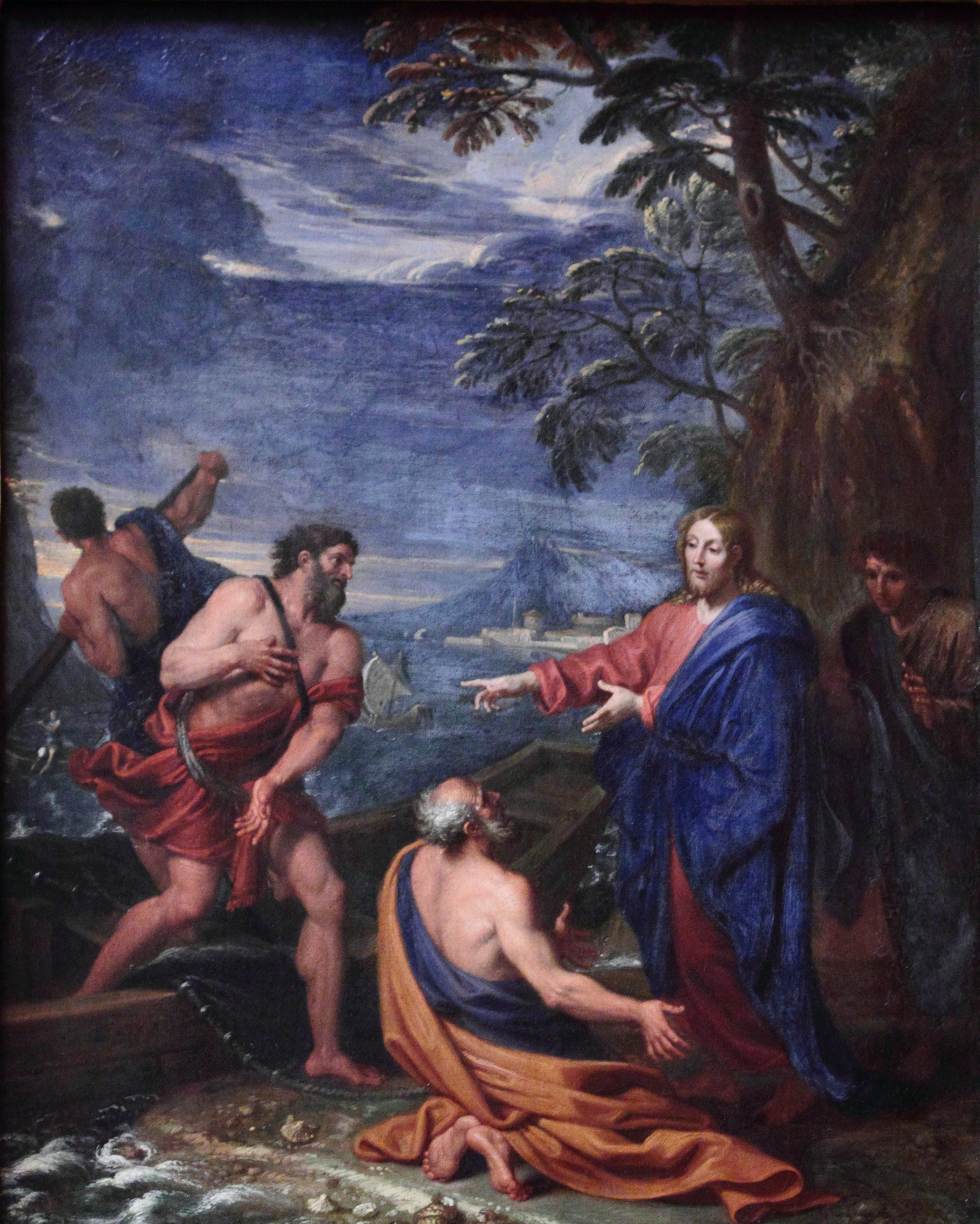
Vocación de Pedro y Andrés, de Michel Corneille el Joven.

Uno de los mosaicos bizantinos de San Apolinar el Nuevo (Rávena, siglo VI) trató el tema, eligiendo el momento en el que Andrés y Pedro están echando las redes desde una barca, y Cristo, desde la orilla, se dirige a ellos. Parecida iconografía elige, en el gótico italiano, Duccio (ca. 1308, National Gallery, Washington).  Ghirlandaio representó el tema con los apóstoles arrodillados, en uno de los frescos que los maestros del Quattrocento realizaron en la parte inferior de los muros de la Capilla Sixtina (1481), el espacio que culmina la pintura del Renacimiento inicial. Iniciando el barroco, Caravaggio realizó dos obras sobre el asunto:
- La vocación de San Mateo (Caravaggio)
- La vocación de los santos Andrés y Pedro

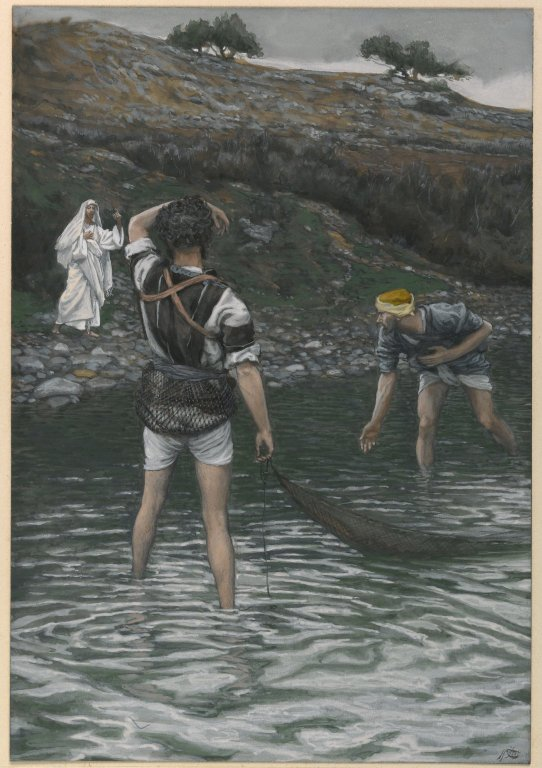
Vocación de Pedro y Andrés, de James Tissot
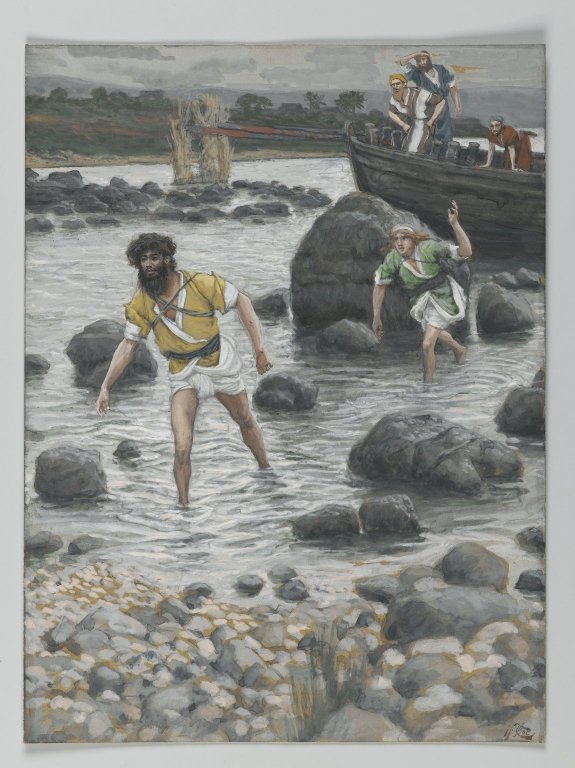
Vocación de Santiago y Juan, de James Tissot.
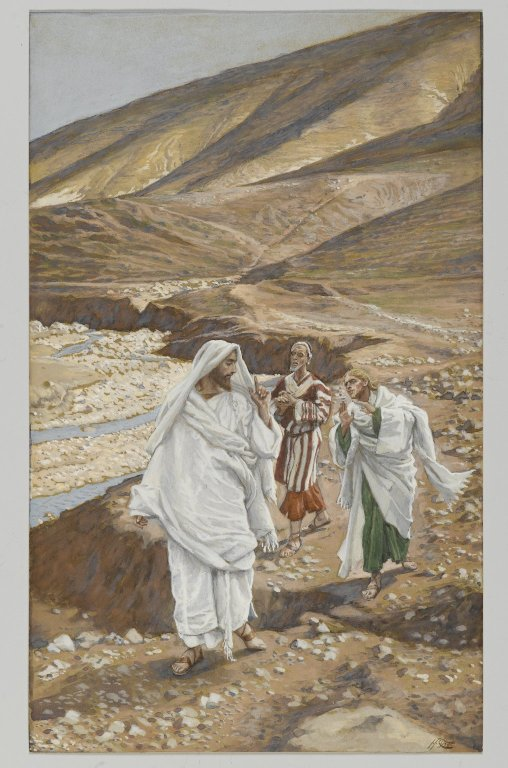
Vocación de Juan y Andrés (sic), de James Tissot.